# Contea di San Joaquin
La contea di San Joaquin (IPA: [ˈsæn hwɑːˈkiːn]), in inglese San Joaquin County, è una contea della California, negli Stati Uniti d'America. Il capoluogo è Stockton. Molte persone si sono trasferite nella contea dalla Bay Area, a causa dei più abbordabili costi per le abitazioni.

## Geografia
La contea si trova nel centro dello Stato. Si colloca nella Central Valley nella California settentrionale, a est della San Francisco Bay Area, da cui è separata dalla Diablo Range. Si tratta di un territorio pianeggiante e paludoso nella valle di San Joaquin, bagnato da diversi corsi d'acqua, tra cui il fiume San Joaquin.

### Contee confinanti
- Contea di Sacramento - nord
- Contea di Amador - nord-est
- Contea di Calaveras - est
- Contea di Stanislaus - sud/sud-est
- Contea di Alameda - sud-ovest
- Contea di Contra Costa - ovest

## Storia
La contea fu creata nel 1850 ed è una delle 27 contee originarie della California. Fu chiamata come l'omonimo fiume, a sua volta chiamato così in onore di Gioacchino.

## Comuni[6]

### Cities
- Escalon
- Lathrop
- Lodi
- Manteca
- Ripon
- Stockton (capoluogo)
- Tracy

### Census-designated places
- Acampo
- August
- Collierville
- Country Club
- Dogtown
- Farmington
- French Camp
- Garden Acres
- Kennedy
- Lincoln Village
- Linden
- Lockeford
- Morada
- Mountain House
- Peters
- Taft Mosswood
- Terminous
- Thornton
- Victor
- Waterloo
- Woodbridge